# Abukir
Abukir (også Abū Qīr og Aboukir) er en havneby ved Egyptens middelhavskyst. Byen ligger 23 km nordøst for Alexandria og har 37.997 (2006) indbyggere.